# جانسي
جانسي (بالإنجليزية: Jhansi)‏ هي مدينة، تتبع منطقة جانسي، بلغ عدد سكانها 507000 نسمة، في 2011، رمزها البريدي هو 284001.

## المناخ
يظهر الجدول التالي التغييرات المناخية على مدار السنة لجانسي:
| البيانات المناخية لـجانسي                                                | البيانات المناخية لـجانسي | البيانات المناخية لـجانسي | البيانات المناخية لـجانسي | البيانات المناخية لـجانسي | البيانات المناخية لـجانسي | البيانات المناخية لـجانسي | البيانات المناخية لـجانسي | البيانات المناخية لـجانسي | البيانات المناخية لـجانسي | البيانات المناخية لـجانسي | البيانات المناخية لـجانسي | البيانات المناخية لـجانسي | البيانات المناخية لـجانسي |
| الشهر                                                                    | يناير                     | فبراير                    | مارس                      | أبريل                     | مايو                      | يونيو                     | يوليو                     | أغسطس                     | سبتمبر                    | أكتوبر                    | نوفمبر                    | ديسمبر                    | المعدل السنوي             |
| ------------------------------------------------------------------------ | ------------------------- | ------------------------- | ------------------------- | ------------------------- | ------------------------- | ------------------------- | ------------------------- | ------------------------- | ------------------------- | ------------------------- | ------------------------- | ------------------------- | ------------------------- |
| الدرجة القصوى °م (°ف)                                                    | 33.8 (92.8)               | 39.4 (102.9)              | 43.3 (109.9)              | 46.2 (115.2)              | 48.0 (118.4)              | 47.8 (118.0)              | 45.6 (114.1)              | 42.2 (108.0)              | 40.6 (105.1)              | 40.6 (105.1)              | 38.1 (100.6)              | 33.1 (91.6)               | 48.0 (118.4)              |
| متوسط درجة الحرارة الكبرى °م (°ف)                                        | 23.3 (73.9)               | 26.9 (80.4)               | 33.3 (91.9)               | 39.3 (102.7)              | 42.3 (108.1)              | 40.5 (104.9)              | 34.0 (93.2)               | 32.2 (90.0)               | 33.3 (91.9)               | 33.9 (93.0)               | 29.6 (85.3)               | 24.5 (76.1)               | 32.9 (91.2)               |
| متوسط درجة الحرارة الصغرى °م (°ف)                                        | 7.4 (45.3)                | 10.3 (50.5)               | 15.8 (60.4)               | 21.9 (71.4)               | 26.3 (79.3)               | 27.3 (81.1)               | 24.6 (76.3)               | 23.7 (74.7)               | 22.8 (73.0)               | 19.1 (66.4)               | 13.2 (55.8)               | 8.5 (47.3)                | 18.4 (65.1)               |
| أدنى درجة حرارة °م (°ف)                                                  | 1.2 (34.2)                | 0.6 (33.1)                | 5.3 (41.5)                | 10.1 (50.2)               | 15.1 (59.2)               | 18.5 (65.3)               | 20.3 (68.5)               | 18.3 (64.9)               | 16.7 (62.1)               | 10.7 (51.3)               | 1.1 (34.0)                | 0.3 (32.5)                | 0.3 (32.5)                |
| الهطول مم (إنش)                                                          | 9.2 (0.36)                | 9.6 (0.38)                | 7.7 (0.30)                | 2.3 (0.09)                | 13.9 (0.55)               | 85.0 (3.35)               | 270.4 (10.65)             | 286.2 (11.27)             | 165.3 (6.51)              | 31.8 (1.25)               | 6.3 (0.25)                | 3.6 (0.14)                | 891.3 (35.09)             |
| متوسط الأيام الممطرة                                                     | 0.9                       | 1.0                       | 0.7                       | 0.5                       | 1.3                       | 4.9                       | 12.3                      | 13.1                      | 7.0                       | 1.6                       | 0.5                       | 0.5                       | 44.2                      |
| المصدر: India Meteorological Department (record high and low up to 2010) |                           |                           |                           |                           |                           |                           |                           |                           |                           |                           |                           |                           |                           |

## أعلام
- جوي موخرجي
- هيسكيث هيسكيث-بريتشارد
- إدوارد أنجيلو
- ميشيل باتس
- سوريندرا فيرما